# Station Beaumont-le-Roger
Station Beaumont le Roger is een spoorwegstation in de Franse gemeente Beaumont-le-Roger.